# Kangta & Vanness
Kangta & Vanness è un duo pop composto dal coreano Kangta e dal taiwanese Vanness Wu. Il duo si è formato nel 2006, e da allora ha pubblicato un solo album studio, Scandal.

## Storia
La collaborazione tra i due cantanti è stata speculata sin dall'8 maggio 2004, data in cui si sono tenuti a Taiwan i Golden Melody Awards, tuttavia l'annuncio ufficiale della formazione è stato fatto solo il 27 aprile 2006. Il duo ha debuttato ufficialmente dal vivo il 6 maggio 2006, alla cerimonia di chiusura degli MTV Asia Awards tenutisi in Thailandia; in seguito a tale esibizione, il 10 maggio hanno tenuto un concerto vero e proprio all'Università Yonsei di Seul, intitolato Kangta & Vanness: The First Showcase 'Scandal', durante il quale i due hanno cantato le canzoni Scandal e 127 Days.
Il primo CD singolo di Kangta & Vanness, Scandal, è stato pubblicato in Corea il 19 maggio 2009, al quale hanno fatto seguito altre versioni pubblicate in Giappone, Hong Kong e Taiwan. I video musicali delle canzoni Scandal e 127 Days sono stati pubblicati sia in cinese sia in coreano.
Kangta & Vanness hanno tenuto delle sessioni di autografi con i fan a Taegu e Pusan, in Corea, e più tardi sono volati ad Hong Kong per la medesima attività che si sarebbe tenuta all'APM Mall. Il 27 e 28 luglio 2006, i due hanno tenuto un concerto all'Hong Kong Trade and Exhibition Center di Kowloon. Il 22 e 23 settembre dello stesso anno, inoltre, sono riusciti ad esibirsi alla Grande Sala del Popolo di Pechino, onore che è stato loro concesso solo in quanto "grande riconoscimento della Cina", poiché solitamente la sala è riservata ad eventi politici e conferenze internazionali. Il 30 giugno ed il 1º luglio 2007, Kangta & Vanness si sono esibiti al concerto SM Town Summer Concert, organizzato all'Olympic Park di Seul dalla loro etichetta discografica.

## Discografia
- Scandal, 2006